# Bet ha-Tefutsot
El Bet ha-Tefutsot (Museu de la Diàspora) és un museu d'història i antropologia dedicat a les comunitats jueves del món. El museu va ser inaugurat en 1978 després de deu anys de construcció. El museu forma part del campus de la Universitat de Tel-Aviv i també disposa d'un centre educatiu per estudiar sobre el folklore jueu. El museu és també un centre per documentar i preservar la memòria dels jueus i de les famílies jueves que van ser assassinades o que van patir incidents antisemites.